# Tephrina occupata
Tephrina occupata är en fjärilsart som beskrevs av Walker 1862. Tephrina occupata ingår i släktet Tephrina och familjen mätare. Inga underarter finns listade i Catalogue of Life.